# Umhlanga (cérémonie)

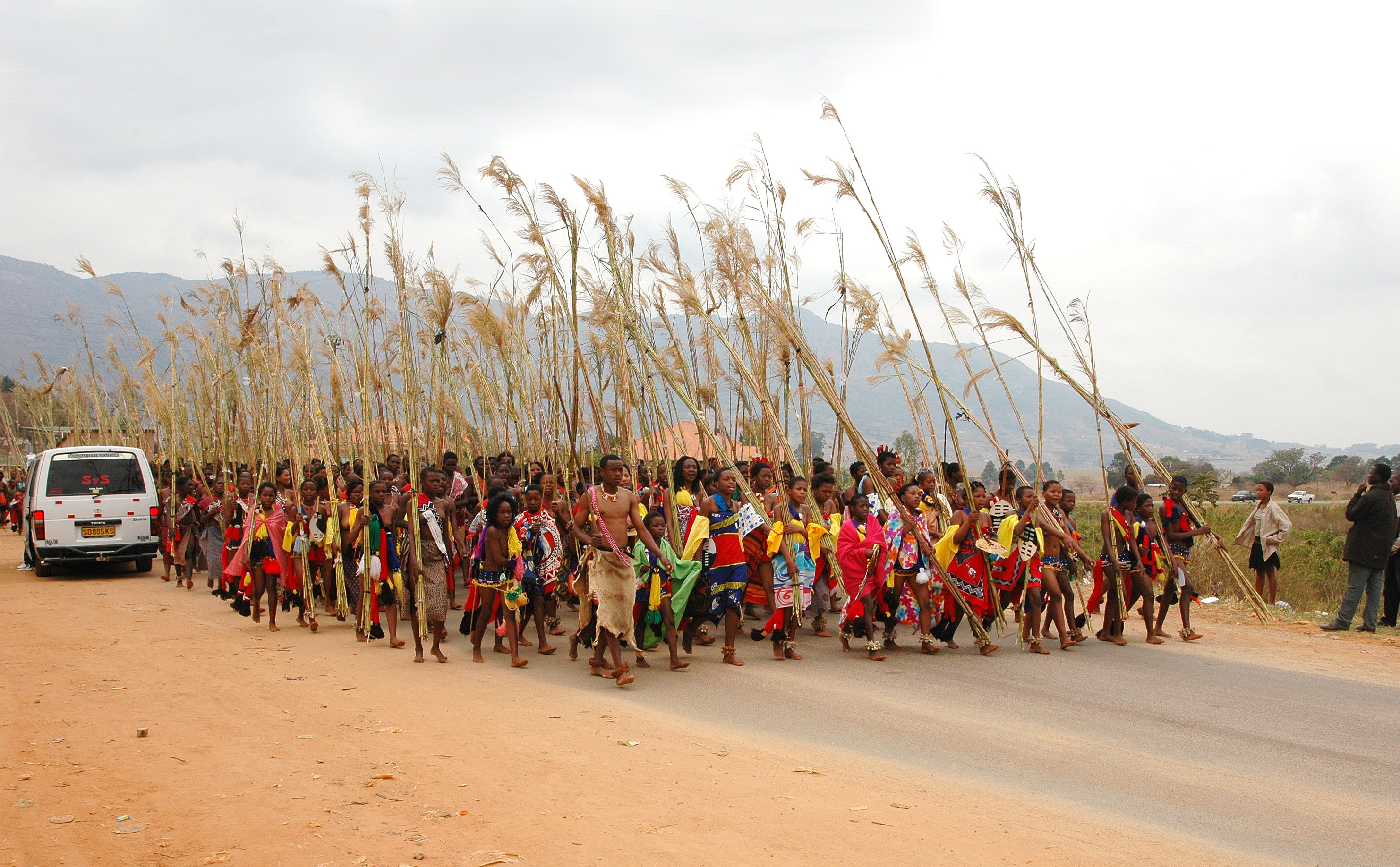
La cérémonie de la danse des roseaux en 2006

L’Umhlanga ou uMkhosi WoMhlangala (en français : danse des roseaux, ou cérémonie dansante du roseau) est une cérémonie annuelle des peuples Swazis en Eswatini et Zoulous en Afrique du Sud.
En Eswatini, des dizaines de milliers, de filles et de femmes, Swazies, célibataires et sans enfant, voyagent vers les différentes chefferies à Ludzidzini (en), le village de la famille royale, afin de participer à l'événement qui dure huit jours. L'Umhlanga a été créé dans les années 1940, en Eswatini, sous le règne de Sobhuza II, afin d'honorer la reine mère. Mais cette cérémonie est devenue le rituel où les femmes vierges montrent leur loyauté au roi et pour celui-ci, l'occasion de se choisir une nouvelle femme parmi les jeunes filles. La cérémonie est adaptée du rituel Umchwasho.
Les jeunes filles sont placées par tranches d'âges. De nos jours, la danse des roseaux continue d'être pratiquée en Eswatini. En Afrique du Sud, la danse des roseaux a été introduite en 1991 par le roi zoulou Goodwill Zwelithini kaBhekuzulu. La danse se déroule à Nongoma, un kraal royal du roi zoulou.

## Eswatini

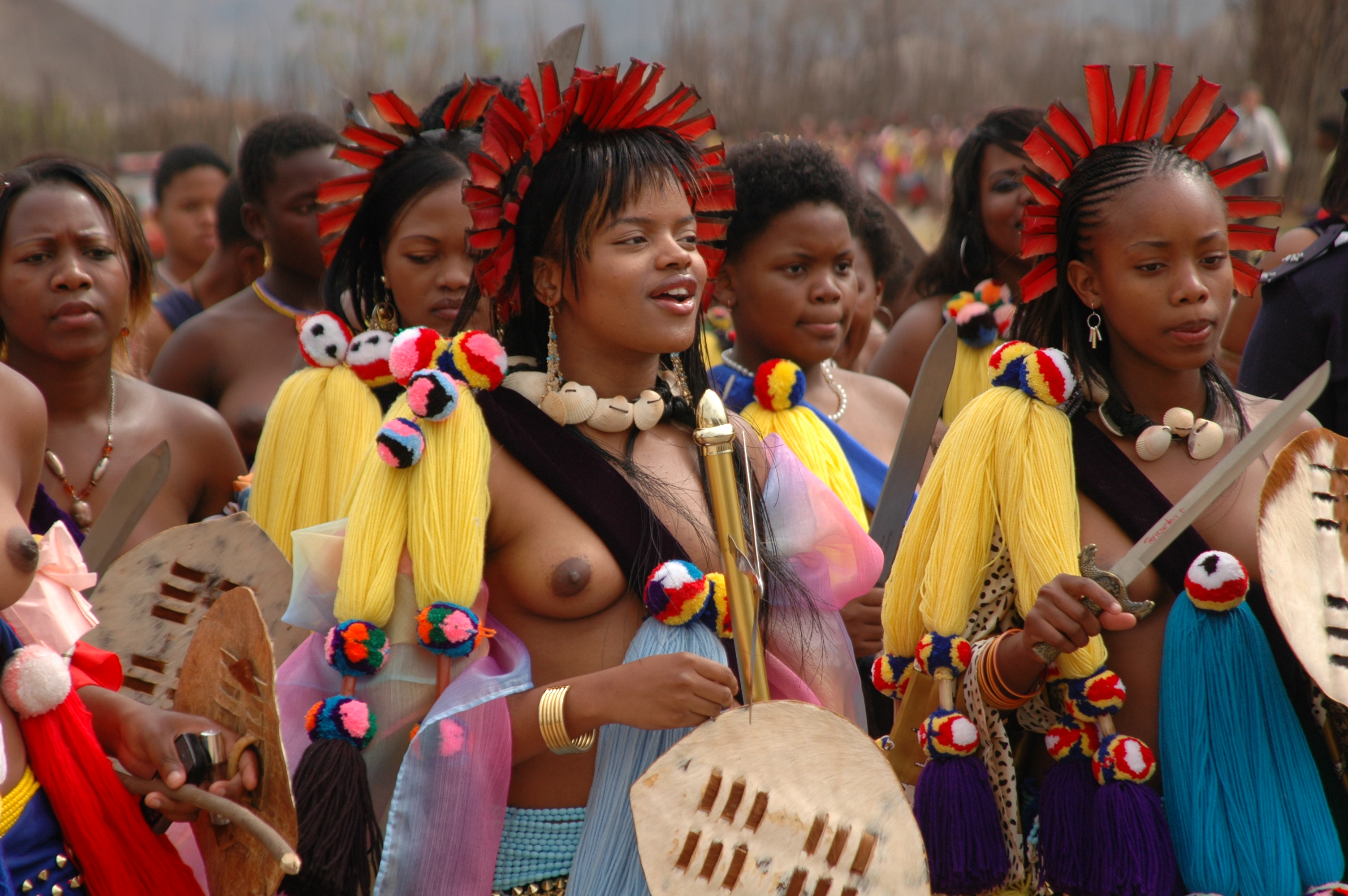
La princesse Sikhanyiso dansant à l' Umhlanga

En Eswatini, la cérémonie porte le nom d'Umhlanga. Les jeunes filles se rassemblent au village royal de la reine mère, qui est actuellement Ludzidzini. Après l'arrivée de la reine mère dans la résidence royale, les femmes se dispersent, la nuit suivante, dans les zones environnantes et coupent de grands roseaux. La nuit d'après, elles les regroupent et les apportent à la reine mère afin qu'ils soient utilisés pour la réparation des trous dans les barrières de roseaux entourant le village royal.
Après une journée de repos et de soins, les femmes préparent leurs costumes traditionnels composés d'un collier de perles, de bracelets de chevilles, qui font des cliquetis, fabriqués à partir de cocons, une ceinture et une jupe. Beaucoup d'entre elles portent également le couteau de brousse, qu'elles ont utilisé pour couper les roseaux, comme symbole de leur virginité.
La cérémonie de la danse des roseaux a été développée dans les années 1940, à partir du rituel Umchwasho, l'abstinence sexuelle imposée aux jeunes filles afin de préserver leur virginité. Une fois qu'elles atteignent l'âge du mariage, elles accomplissent un travail pour la reine mère suivi de danses et de fêtes. Le but officiel de la cérémonie annuelle est donc de préserver la chasteté des femmes, de fournir la main-d'œuvre en hommage à la reine mère et d'inciter à la solidarité entre femmes par le travail en commun.  
Pendant la cérémonie, le roi, avec l'aide de sa mère et sa sœur ainée, choisit 365 filles. Une grande partie des 365 filles vont habiter dans un palais au centre de Mbabane. Parmi ces 365, le roi peut choisir une nouvelle épouse, ce qu'il ne fait pas chaque année. Il a ces filles à sa disposition sexuellement pendant toute l'année pour choisir. 
Les femmes chantent et dansent alors qu'elles défilent devant la famille royale ainsi que devant les spectateurs, touristes et dignitaires étrangers. Après le défilé, les groupes de certains villages prennent place au centre du terrain afin d'accomplir une performance spéciale pour la foule. De nombreuses filles du roi et les princesses royales participent également à la cérémonie de danse des roseaux : elles se distinguent par la couronne de plumes rouges qu'elles portent dans les cheveux.

## Afrique du Sud

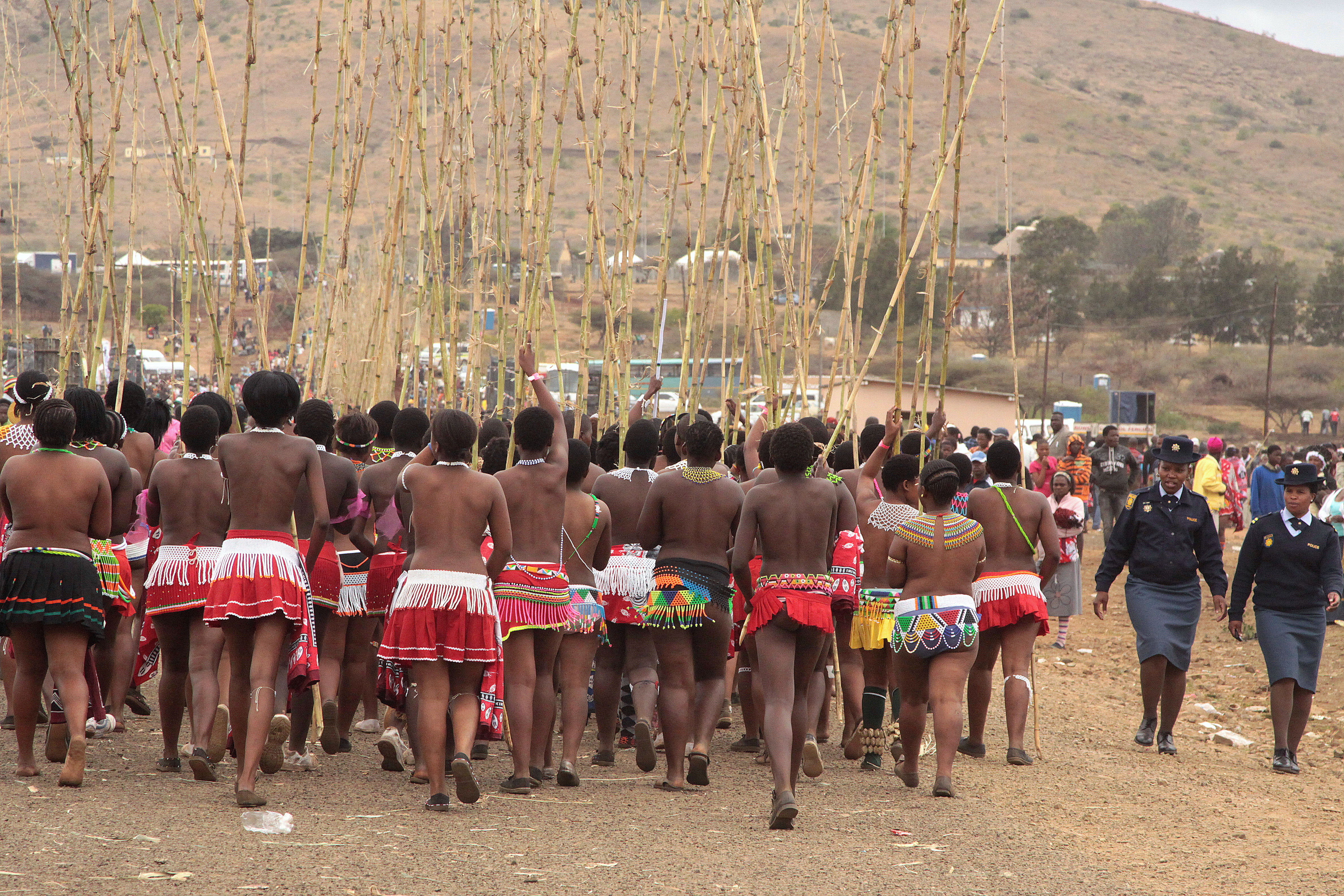
Umkhosi woMhlanga à Nongoma en Afrique du Sud

En Afrique du Sud, la cérémonie Umkhosi woMhlanga a lieu chaque année en septembre, au palais royal Enyokeni à Nongoma, dans la province de KwaZulu-Natal. Les filles viennent de toutes les régions du district du Zoulouland et plus récemment de plus petits groupes du Swaziland, ainsi que de lieux plus éloignés comme le Botswana et le Pondoland.
Toutes les femmes sont tenues de se soumettre à un test de virginité, avant qu'elles ne soient autorisées à participer à la danse royale. Lors des dernières années, la pratique de ces tests a été accueillie avec une certaine opposition.
Les jeunes femmes portent des vêtements traditionnels, avec des perles, l' izigege et l' izinculuba qui révèlent leurs fesses. Elles portent aussi des bracelets aux poignets et aux chevilles, des colliers et ceintures colorées. Chaque ceinture dispose d'appendices de couleurs différentes, qui indiquent si oui ou non, la jeune fille est fiancée.
Durant la cérémonie, les jeunes femmes dansent seins nus pour leur roi et chacune d'entre elles porte un long roseau, lequel est ensuite déposé à l'approche du roi.
Les filles prennent soin de ne choisir que les roseaux les plus longs et les plus forts, puis de les transporter au-dessus de leur tête, dans une lente procession, jusqu'à la colline du palais.
La procession est dirigée par la princesse en chef des zoulous, qui joue un rôle important tout au long du festival.
Si le roseau se brise avant que la fille atteigne ce point, cela signale que la jeune fille a déjà été sexuellement active.
La cérémonie a été réintroduite par le roi Goodwill Zwelithini kaBhekuzulu en 1991, comme moyen d'encourager les jeunes filles zoulous à retarder leur activité sexuelle avant le mariage et de limiter, ainsi, la possibilité de transmission du VIH.
En 2007, environ 30 000 filles ont pris part à l'événement.
Les organisateurs de la cérémonie ont parfois imposé des règles strictes aux photographes, puisque certains d'entre eux étaient accusés de publier leurs photos sur des sites pornographiques, en raison des seins et fesses nues des participantes.
Au cours des dernières années, l'événement a été suivi par le président de l'Afrique du Sud Jacob Zuma ainsi que le premier du KwaZulu-Natal (en) de l'époque, Zweli Mkhize (en).

## Sources
- (en) Cet article est partiellement ou en totalité issu de l’article de Wikipédia en anglais intitulé « Umhlanga (ceremony) » (voir la liste des auteurs).